# Helia (papillon)
Pour les articles homonymes, voir Helia.
Genre
Helia est un genre de papillons nocturnes de la famille des Erebidae. 

## Répartition
Les espèces du genre Helia se rencontrent en Amérique du Nord, centrale et du Sud.

## Liste des espèces
Selon GBIF (20 juillet 2024) :
- Helia agna Druce, 1890
- Helia albibasalis Schaus, 1914
- Helia americalis Oberthür, 1920
- Helia argentipes Walker, 1869
- Helia bilunulalis Walker, 1865
- Helia calligramma Hübner, 1818
- Helia calvaria Gertel, 1908
- Helia celita Schaus, 1912
- Helia cymansis Hampson, 1924
- Helia dentata Walker, 1865
- Helia erebea Schaus, 1914
- Helia exsiccata Walker, 1858
- Helia extranea Walker, 1865
- Helia hermelina Guenée, 1852
- Helia homopteridia Schaus, 1912
- Helia lampetia Druce, 1890
- Helia macarioides Möschler, 1880
- Helia mollealis Walker, 1858
- Helia phaealis Oberthür, 1920
- Helia subjuga
- Helia subjugua Dognin, 1912
- Helia suero
- Helia sueroides
- Helia vitriluna Guenée, 1852

## Classification
Le nom valide complet (avec auteur) de ce taxon est Helia Hübner, 1818.
Helia a pour synonymes :
- Gomora Walker, 1869
- Mulelocha Walker, 1865